# Edox
Edox ist ein Uhrenhersteller in Les Genevez in der Schweiz.
Die Uhrenmanufaktur Edox wurde in Biel im Jahre 1884 von Christian Rüefli-Fluri, einem Uhrmacher aus Grenchen im Kanton Solothurn, gegründet. Das Markenzeichen ist die Sanduhr. Im Jahre 1953 baute man in Biel eine neue Fabrik, in der bis zu 530 Mitarbeiter tätig waren. Edox zählte zu dieser Zeit zu den 10 grössten Uhrenbauern der Schweiz. Keine andere schweizerische Uhrenfirma produzierte in dieser Zeit so viele mechanische Uhrwerke wie Edox. Im Weiteren fabrizierte Edox Uhren für im Luxussegment ansässige Marken. Im Jahre 1975 schlitterte das Unternehmen in eine starke Krise. Zu lange setzte man auf die Herstellung mechanischer Uhren und verpasste den Siegeszug der Quarzuhren. 1983 wurde das Unternehmen von Victor Strambini gekauft und von Biel nach Les Genevez verlegt. Seitdem werden die Uhren nach wie vor in Handarbeit zusammengebaut. Das kleine Dorf Les Genevez liegt im Jurabogen, dem Herzen der schweizerischen Uhrenindustrie, auf ca. 1035 m ü. M. Edox zählt zu den letzten selbständigen und unabhängigen Uhrenherstellern der Schweiz.

## Geschichte
Im Jahre 1961 lancierte Edox die „Delfin“. Diese Uhr besass eine patentierte doppelte Kronendichtung, einen um ca. 30 % verstärkten Gehäuseboden sowie einen schockabsorbierenden Werkhaltering. Mit dieser Entwicklung schuf Edox die Basis für Uhren mit einer ausgeprägten Wasserdichtigkeit.
10 Jahre später, im Jahre 1971, baute man in Biel die „Edox Geoscope“, die weltweit erste wirkliche Weltzeituhr. Das Zifferblatt der Uhr zeigt eine Abbildung der Weltkugel und dreht sich einmal in 24 Stunden um die eigene Achse. Daraus resultiert eine präzise, mechanische Zeitangabe aller 24 verschiedenen Zeitzonen.
1998 lancierte Edox das weltweit flachste Uhrwerk mit Kalender, das Kaliber 27000. Die Werkhöhe des Kalibers 27000 beträgt 1,4 mm.
Die bekanntesten Kollektionen heissen: Class-1, Grand Ocean, Chronorally, Chronorally_1 sowie Les Vauberts.
Heute ist Edox offizieller Zeitmesser der Class-1-Powerboat-Weltmeisterschaft. Die Class-1 ist die Königsklasse des Wassermotorsports und wird auch als die Formel-1 des Wassermotorsports bezeichnet. Zudem ist das Unternehmen offizieller Zeitmesser der Extreme Sailing Series. Seit Dezember 2011 ist Edox offizieller Zeitmesser der Rallye Dakar. Seit November 2013 ist Edox für die Zeitmessung der World Curling Federation verantwortlich.

## Positionierung
Edox ist im mittleren bis oberen Preissegment beheimatet. Die Endverbraucherpreise bewegen sich zwischen 400 und 5000 Euro. Die Uhren werden noch immer in Handarbeit in Les Genevez zusammengebaut.